# David Brown (produttore)
David Brown (New York, 28 luglio 1916 – New York, 1º febbraio 2010) è stato un produttore cinematografico statunitense.

## Biografia
Dopo aver iniziato a lavorare nel 1951 alla 20th Century Fox di Darryl F. Zanuck, nel 1971 passò alla Warner Bros. con Richard D. Zanuck, figlio di Darryl, col quale avrebbe poi fondato una sua casa di produzione nel 1972.
La coppia Zanuck/Brown ha ricevuto la candidatura all'Oscar per il miglior film per Lo squalo e Il verdetto. Nel 1991 ha ricevuto l'Oscar alla memoria Irving G. Thalberg insieme a Richard D. Zanuck.
Ha ricevuto poi individualmente candidature all'Oscar per il miglior film per Codice d'onore e Chocolat. Ha anche lavorato molto come produttore di spettacoli a Broadway.
È deceduto per insufficienza renale all'età di 93 anni. All'epoca della morte, era sposato da cinquantun anni con la giornalista e scrittrice Helen Gurley Brown.

## Filmografia parziale
- Kobra (Sssssss), regia di Bernard L. Kowalski (1973)
- La stangata (The Sting), regia di George Roy Hill (1973)
- Sugarland Express (The Sugarland Express), regia di Steven Spielberg (1974)
- Assassinio sull'Eiger (The Eiger Sanction), regia di Clint Eastwood (1975)
- Lo squalo (Jaws), regia di Steven Spielberg (1975)
- Il verdetto (The Verdict), regia di Sidney Lumet (1982)
- Cocoon - L'energia dell'universo (Cocoon), regia di Ron Howard (1985)
- Cocoon - Il ritorno (Cocoon: The Return), regia di Daniel Petrie (1988)
- A spasso con Daisy (Driving Miss Daisy), regia di Bruce Beresford (1989)
- Codice d'onore (A Few Good Man), regia di Rob Reiner (1992)
- I protagonisti (The Player), regia di Robert Altman (1992)
- Il collezionista (Kiss the Girls), regia di Gary Fleder (1997)
- Deep Impact (Deep Impact), regia di Mimi Leder (1998)
- Le ceneri di Angela (Angela's Ashes), regia di Alan Parker (1999)
- Chocolat (Chocolat), regia di Lasse Hallström (2000)
- Nella morsa del ragno (Along Came a Spider), regia di Lee Tamahori (2001)

## Riconoscimenti
- Premio Oscar
  - 1976 – Candidatura come miglior film per Lo squalo
  - 1983 – Candidatura come miglior film per Il verdetto
  - 1991 – Oscar alla memoria Irving G. Thalberg
  - 1993 – Candidatura come miglior film per Codice d'onore
  - 2001 – Candidatura come miglior film per Chocolat